# Late un corazón
Late un corazón es una película de Argentina filmada en colores dirigida por Raúl Perrone sobre su propio guion que no se estrenó comercialmente y fue exhibida en el BAFICI de 2002. El realizador trabajó solo, en casa de sus suegros en la ciudad de Ituzaingó, sin interferir con la familia, manipulando levemente la realidad cotidiana del hogar. La película se presentó en la edición 2002 del Buenos Aires Festival Internacional de Cine Independiente y fue galardonado con una mención de honor del jurado.

## Sinopsis
La cámara muestra la vida en un hogar de la localidad suburbana de Ituzaingó en el que la pareja decide celebrar su 55° aniversario de bodas.

## Reparto
Participaron del filme los siguientes intérpretes:
- Nicéforo Galván
- Soledad Aguilera
- Ofelia Galván
- Adrián Aguilera
- Beatriz Galván
- María Galván
- Amado Aguirre

## Comentarios
Horacio Bernades escribió que con este filme el director:

”… sorprendió con un brusco cambio de registro respecto de sus trabajos anteriores. Se trata de una suerte de video familiar y casero en el que retrata con gran sensibilidad y minuciosidad la vida de una decadente y a la vez querible familia del conurbano bonaerense”.

Raúl Perrone declaró sobre el filme:

"...es una historia pasional y cruda, hecha de un modo bastante animal. Después de haberme quedado sin laburo en una redacción, pedí una cámara, me metí en la casa de mis suegros y empecé a registrar la historia de Don Galván, de 83 años".

Manrupe y Portela escribieron:

”Perrone más minimalista que nunca, tomando a su suegro como centro para mostrar un momento y nada más.”